# Pillarbox

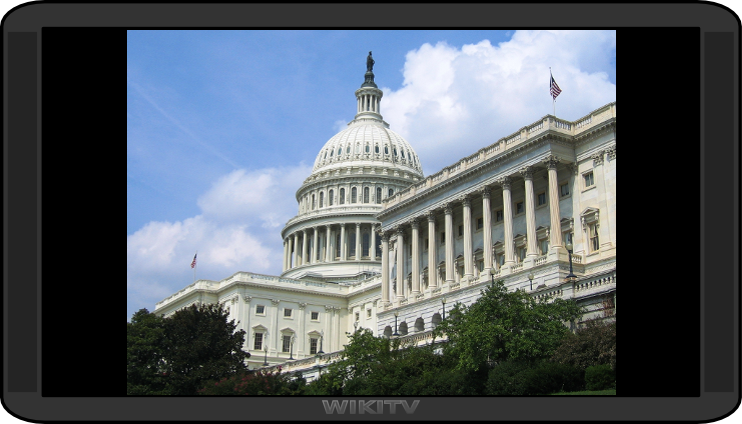
Imatge adaptada a una pantalla ample amb el procés pillarbox.

L'efecte pillarbox és un fenomen o procés que esdevé necessari quan una pel·lícula o vídeo originalment no dissenyat per a ser reproduït en una pantalla ampla o panoràmica és mostrat en aquesta, o quan una imatge rodada per a pantalla panoràmica és mostrada en una pantalla amb un format encara més ample, volent preservar sempre la relació d'aspecte, i la imatge original de la pel·lícula, utilitzant barres laterals negres.

## Usos
Habitualment el pillarbox s'utilitza per tant quan es vol inserir una imatge de format 4:3 en una pantalla de 16:9 o de proporció 2.39:1, comuna a sales de cinema. El material original és situat al mig de la pantalla ampla i com els formats en general són més amplis, s'han d'afegir barres negres en les parts laterals de la imatge (més precisament anomenades "mattes"), que formaran part d'aquesta (és a dir, de cada fotograma del senyal de vídeo) per així no modificar la imatge.
Alguns jocs arcade que tenen una llarga proporció vertical i una curta proporció ample són exposats amb pillarbox fins i tot amb televisions de format 4:3.
El fenomen pillarbox és l'equivalent vertical del letterbox (alternativa al pan-and-scan amb la utilització de mattes superiors i inferiors), i és sovint anomenat letterboxing revers. L'equivalent en les quatre direccions és anomenat windowboxing, efecte causat quan una imatge o vídeo és "pillarboxejada" i "letterboxejada" simultàniament, utilitzant per tant mattes a les parts laterals i també a les inferiors i superiors.

## Alternatives
Per utilitzar la totalitat d'una pantalla completa d'un monitor de pantalla ampla, i/o per evitar una decoloració permanent d'una àrea de la pantalla (cremada reversa) en televisions de plasma, la alternativa més simple al letterboxing és retallar la imatge directament per dalt i per baix. Això, però, elimina una part de la imatge que el productor havia assumit com a zona segura, és a dir com a zona visible a la televisió. Aquesta situació s'anomena overscan, i pot no molestar a l'espectador, però moltes vegades pot tallar els títols o crèdits del canal o productora. Una tercera opció és estirar el vídeo o imatge perquè s'adequiï a la pantalla, però això és moltes vegades considerat inapropiat, ja que distorsiona severament tot el que veiem en pantalla. De la mateixa manera, l'equivalent vertical del pan-and-scan és anomenat tilt-and-scan o "pan-and-scan revers". Aquest, mou la "finestra" retallada cap amunt i cap avall, omplint la pantalla, però, també s'utilitza en poques ocasions degut a la distorsió que genera.

## Pillarbox estilitzat (TV)
Algunes cadenes de televisió amb canals d'alta definició, quan emeten programes que només estan disponibles en l'aspecte 4:3 (definició estàndard), utilitzen l'anomenat "pillarboxing estilitzat", el que significa que omplen en les àrees que quedarien en blanc (o on hi hauria els mattes laterals) amb el seu logotip d'HD o amb grafismes en moviment. L'ús de gràfics garanteix als espectadors que estan veient la versió HD d'un canal, en lloc de la seva versió estàndard, fent veure que ocupen tota la pantalla amb una imatge de vídeo, en lloc de utilitzar les barres negres.